# 李村 (建德市)
李村为位于中国浙江省杭州建德市大慈岩镇下辖的一个村,为李姓聚居村落，背靠玉华山，东北接上吴方村。2019年1月被公布为中国历史文化名村。